# Route départementale 447 (Puy-de-Dôme)
Pour les articles homonymes, voir Route départementale 447.
La route départementale 447, ou RD 447, était une route départementale du Puy-de-Dôme reliant Riom-nord à Ménétrol et contournant la sous-préfecture de Riom par l’est. En 2008, la RD 447 est devenue RD 2009. Ce contournement est à 2×2 voies.
La RD 447 était classée route à grande circulation sur l’ensemble de son parcours.

## Tracé
- À 2 km au nord de Riom par la RD 2009 ex-RN 9[2] et aussi par la RD 211 et par la RD 2144 ex-RN 144[2], début du contournement. Il en existe un autre, vers l’ouest : il s’agit de la RD 446.
- Échangeur (rond-point) avec l’A71/A89/E11  13
- RD 224
- Ménétrol
- fin du contournement : RD 2009 menant vers Gerzat, Clermont-Ferrand